# Jaffe
Jaffe so ljudje, ki nastopajo v izmišljenem vesolju serije Zvezdnih vrat. V predelu trebuha imajo posebno vrečo, v kateri nosijo simbionta, Goa'ulda. Dobijo ga med posebnim obredom Prim'ta že v otroštvu. Obenem so prirejeni tako, da je njihov lastni imunski sistem zelo slab in so tako popolnoma odvisni od zdravilnih moči parazita, brez katerega ne morejo preživeti. To je tudi način, da jih sistemski lordi prisilijo v zvestobo, saj jim ga v nasprotnem primeru za kazen odvzamejo. 
Sistemski lordi so si tako zgradili vojske Jaffa ter tako pridobili moč. Vsak Jaffa ima na čelu znamenje, ki označuje pripadnost Sistemskemu lordu.
Jaffe so večinoma oboroženi s plazmatskim orožjem, ki spominja na kopje in služi tudi za spopade od blizu. Učinek tega orožja je sicer precejšen, vendar na daljših razdaljah izgublja natančnost.